# Préhistoire de la Birmanie
La préhistoire de la Birmanie (Myanmar) est une période qui s'étend du vingt cinquième millénaire jusqu'au IIe siècle av. J.-C. environ. Des preuves archéologiques attestent de la présence d'Homo erectus  dans la région actuelle de Birmanie il y a 750 000 ans et d'Homo sapiens depuis environ 11 000 ans avant notre ère. Les humains partagent alors une culture de l'âge de pierre appelée Anyathian. Nommée d'après les sites de la région sèche centrale où se trouvent la plupart des premiers sites de peuplement découvert, la période anyathienne est caractérisée par la domestication de plantes et d'animaux et la création d'outils en pierre polie. Bien que ces sites soient situés dans des zones fertiles, les données archéologiques montrent que ces premiers peuplement pratiquaient peu l'agriculture.
L'âge du bronze y débute aux alentours de 1500 ans avant notre ère, lorsque les peuples de la région commence à pratiquer la forge du cuivre et du bronze, la culture du riz et la domestication des poulets et des porcs. L'âge du fer commence ensuite vers l'an 500 avant notre ère lorsque des sites destinés au travail du fer ont été fondés au sud de l'actuelle Mandalay. La recherche archéologique montre également la présence d'exploitation rizicoles de villages et de petites villes pratiquant le commerce avec les peuples alentour jusqu'en Chine entre 500 avant notre ère et 200 de notre ère. Des cercueils décorés avec du bronze et des lieux de sépulture remplis de restes de faïence provenant de festins et de boissons donnent un aperçu du mode de vie de leur société aisée.
Les traces de commerce dans la Birmanie actuelle suggèrent que des migrations ont eu lieu tout au long de la période préhistorique, bien que les premières preuves de migrations massives ne remontent qu'a partir d'environ 200 ans avant notre ère lorsque le peuple Pyu, les premiers habitants de la Birmanie dont il existe des témoignages attestant de leur arrivée, s'est installé en amont de la vallée de l'Irrawaddy à partir de l'actuel Yunnan. Les Pyu fondent ensuite des centre urbain dans toute la région de la plaine, centrées sur le confluent des rivières Irrawaddy et Chindwin, habitée depuis le paléolithique. Les Pyu ont été suivis par divers autre groupes tels que les Môns, les Arakanais et les Birmans au Ier millénaire de notre ère.

## Préhistoire

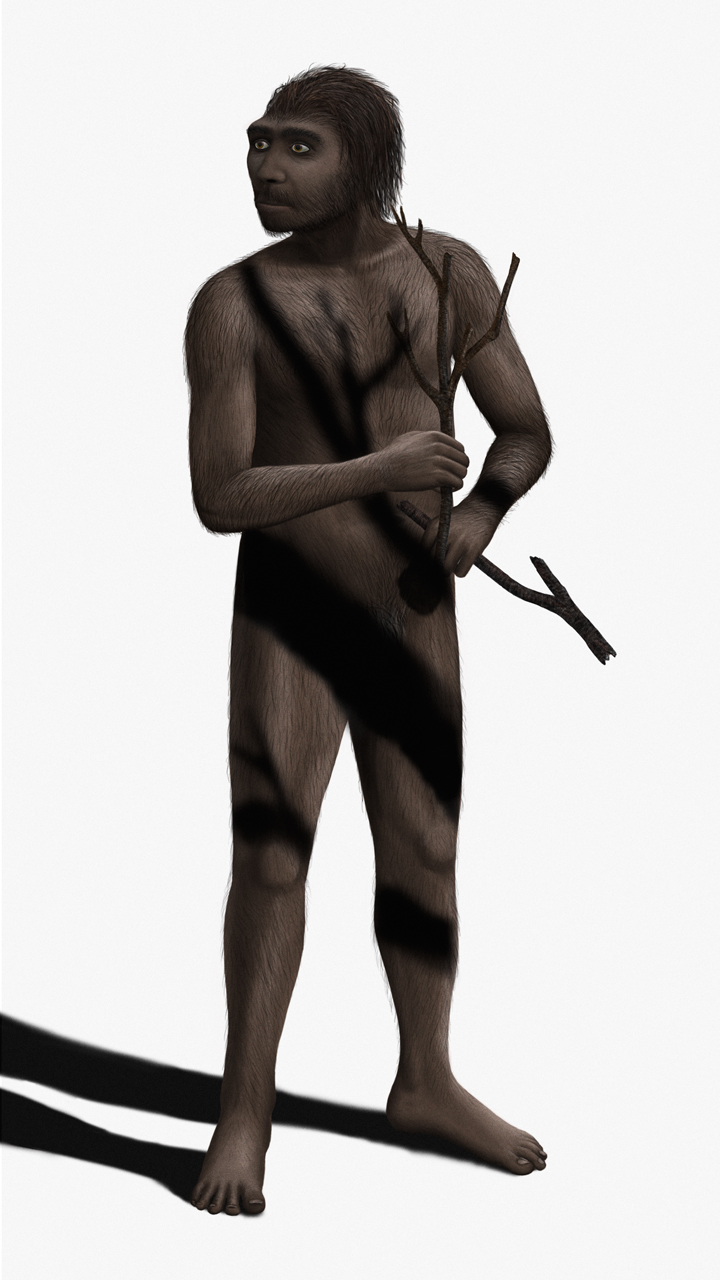
Représentation d'un Homo erectus

Les premiers fossiles d'hominidés retrouvés dans l'actuelle Birmanie datent d'environ 40 millions d'années et ont été découverts dans la  formation géologique de Pondaung, au centre du pays. Ces fossiles comprennent des individus issus des familles d'Eosimiidae et de Pondaungidae ce qui remet en question la théorie selon laquelle ces premiers hominidés seraient originaires d'Afrique.
Les preuves archéologiques attestant de la présence d'Homo sapiens ont été datées d'environ 25 000 ans avant J.-C. dans le centre de la Birmanie actuelle. Cette période de peuplement s'étend de 11 000 à 4 000 ans avant notre ère. Elle est caractérisée par une culture de d’âge de pierre qui a ensuite évoluée vers des cultures de d’âge du bronze et du fer. Il est probable que l’utilisation rituelle des grottes, qui fut ensuite pratiqué par croyants bouddhistes, trouve ses racines dans les rituels de cette première civilisation.

### Chronologie
| Date                              | Événement |
| --------------------------------- | --- |
| 750 000 à 275 000 ans avant J.-C. | Des populations d'Homo erectus du paléolithique inférieur s'installent le long des rives de la rivière Ayeyawaddy et forment la culture anyathienne.                             |
| 275 000 à 25 000 ans avant J.-C.  | Culture anyathienne tardive jusqu’à l'arrivée d'Homo sapiens. |
| 11 000 ans avant notre ère        | Des populations du Paléolithique supérieur vivent dans des grottes. |
| 7 000 à 2 000 ans avant J.-C.     | Les populations néolithiques vivent dans le centre de la Birmanie, dans les États kachin, shan, Môn et dans la région de Tanintharyi le long des rivières Chindwin et Irrawaddy. |
| 1500 ans avant J.-C.              | Premières preuves de travail du cuivre et du bronze, développement de la culture du riz et domestication du poulet et du porc dans la vallée de l'Irrawaddy.                     |
| 500 ans J.-C.                     | exploitations sidérurgiques habités au sud de l'actuelle Mandalay. |
| 200 ans avant notre ère           | Arrivée du peuple Pyu dans la vallée de l'Irrawaddy depuis le Yunnan, dans l'actuelle Chine.                                                                                     |

### Mésolithique
Des outils en pierre grossièrement polis de différentes tailles ont été retrouvés dans l'État Shan dans l'est de la Birmanie,. Des outils en galets, y compris des hachoirs et des outils tranchants, ont été déterrés dans des dépôts du Pléistocène dans la vallée de l'Irrawaddy, en  haute birmanie. Ces sites sont connus sous le nom d'anyathiens, c'est pourquoi la culture dominante de cette période est appelée culture anyathienne. L'Anyathien ancien est caractérisé par des outils à noyau unique fabriqués à partir de fragments naturels de bois fossile et de tuf silicifié, qui sont associés à des outils en flocons bruts. Cependant, les domestications et le polissage des outils, qui sont des signes possibles d'une culture néolithique, ne sont connus qu'a partir de la découverte des grottes de Padah Lin dans le Sud de l'État de Shan.

### Néolithique
Trois grottes situées près de Taunggyi, au bord du plateau Shan, sont habitées durant le néolithique lorsque l'agriculture, la domestication et les outils en pierre polie apparaissent. Ces sites sont habités entre l'an 11 000 et 6 000 avant notre ère. La plus importante d'entre elles est la grotte Padah-Lin, où plus de 1 600 pierres et peintures rupestres y ont été découvertes. Ces peintures se trouvent à environ 3 mètres au-dessus du sol et représentent deux mains humaines, un poisson, des taureaux, des bisons, un cerf et probablement un éléphant vue de derrière en ocre rouge. Les peintures indiquent que la grotte était probablement utilisée pour des rituels religieux. Si tel est le cas, ces grottes pourraient être l’un des premiers sites de culte dans le pays. L'utilisation des grottes à des fins religieuses s'est poursuivie plus tard. Ainsi, l’utilisation postérieur des grottes par des fidèles bouddhistes birmans trouve son origine durant cette période.

### Âge du bronze
La découverte de haches en bronze sur le site de Nyaunggan (en), dans le canton de Shwebo, suggère que l'âge du bronze en Birmanie a commencé vers l'an 1 500 av. J.-C., parallèlement au début du travail du bronze en Asie du Sud-Est. Cette période s'étend de 1 500 à 1 000 ans avant J.C., durant laquelle la connaissance de la fusion et de la coulée du cuivre et de l'étain semble s'être répandue rapidement le long des routes commerciales néolithiques.
Un autre site proche de Taungthaman, à l'intérieur de l'enceinte de l'ancienne capitale Amarapura, est occupé de la fin du néolithique jusqu'au début de l'âge du fer, vers le milieu du premier millénaire avant notre ère. Les échanges à échelle réduite et le troc, ainsi que l'animisme, été déjà pratiqués à cette époque. Le site de Taungthaman a été découvert en 1971 et rasé au bulldozer par le Conseil administratif d'État en 2023.

### Âge du fer
Les cultures de l’âge du bronze et du fer se chevauchent en Birmanie. Cette époque a vu le développement de l'agriculture et le début de l'exploitation des gisements de cuivre des collines Shan, de pierre semi-précieuse, du fer du mont Popa et des ressources en sel de Halin. Des fouilles archéologiques menées conjointement par des archéologues français et birmans dans le centre du pays ont révélé la présence d'ornements funéraires en pierres précieuse ou semi-précieuse. Ces pierres sont de fabrication locales ou étrangères et amenés grâce à un réseaux commerciales. Certains des objets proviennent des royaumes chinois. Également des tombes contiennent  des céramiques décoratives et des objets ménagers courants tels que des bols et des cuillères.

## Migration préhistorique tardive
La période préhistorique birmane a pris fin aux alentours de l'an 200 avant notre ère, lorsque le peuple Pyu, les premiers habitants de la Birmanie dont il existe des témoignages écrit, a commencé à s'installer en amont de l'Irrawaddy depuis le Nord de l'actuel Yunnan,. Cette période marque le début d'une urbanisation avec la fondation de cités-États. Plusieurs villes importantes du premier millénaire ont été fondées par les Pyu, les Môns et les Arakanais.

### Peuplement Pyu
Les cités-état Pyu (en birman: ပျူ မြို့ပြ နိုင်ငံများ) regroupe des cités-États qui ont existé du IIe siècle avant J.C. au milieu du XIe siècle après J.-C. dans l'actuelle Haute-Birmanie. Ces cités-États ont été fondées lors de la migration vers le sud des Pyu. Le période de ces cités, souvent appelée « millénaire Pyu », connecte l'âge du bronze avec l'arrivée des Pyu à la période des « États classiques », lorsque la dynastie paganne émerge à la fin du IXe siècle.
Les cités-États, principalement cinq grandes cités fortifiées et plusieurs petites villes, étaient toutes situées dans les principales régions fluviales de la Haute-Birmanie : la vallée de Mu, les plaines de Kyaukse (en) et la région de Minbu (en), autour de la confluence des rivières Irrawaddy et Chindwin. Étapes importante des routes commerciale entre la Chine et l'Inde, les royaumes Pyu se sont progressivement étendus vers le sud. La cité d'Hanlin (en), fondée au Ier siècle de notre ère à la frontière nord de la haute-Birmanie, était la ville la plus grande et la plus importante jusqu'au VIIe ou VIIIe siècle environ, lorsqu'elle fut remplacée par Sri Ksetra.
La culture Pyu a été fortement influencée par le commerce avec l'Inde, important le bouddhisme ainsi que des concept culturels, architecturaux et politiques, qui auront une influence durable sur la culture et l'organisation politique birmanes ultérieures. Le calendrier Pyu, basé sur le calendrier bouddhiste, deviendra plus tard le calendrier birman (en). Des théories suggèrent que l'écriture Pyu (en), basée sur l'écriture indienne Brahmi, pourrait être à la base de l'écriture birmane.
Cette civilisation s'est effondrée au IXe siècle lorsque les cités-États ont été détruites par des raids répétées du royaume de Nanzhao. Les Mranma (Birmans), venus à la suite des raids, établirent une ville de garnison à Bagan, au confluent de l'Irrawaddy et du Chindwin. Les colonies Pyu en Haute-Birmanie sont restées indépendante pendant les trois siècles suivants, mais elles furent progressivement absorbées dans le royaume de Pagan. La langue Pyu (en) fut parlée jusqu'à la fin du XIIe siècle. Au XIIIe siècle, les Pyu se sont fortement métissés avec la population birmane. Les histoires et légendes des Pyu se sont également mélangées à celles des Birmans.

### Peuplement Môn
Le peuple Môns, originaire des royaumes d'Hariphunchai et de Dvâravatî dans l'actuelle Thaïlande, s'est installé en Basse-Birmanie à partir du VIe siècle de notre ère. Selon les traditions orales, les Môns ont fondés au moins deux royaumes (ou cités-États) centrés sur les villes de Pégou (nommé alors Bago) et Thaton au milieu du IXe siècle. La première référence étrangère à un « royaume » de Basse-Birmanie remonte à entre l'an 844 et 848 par des géographes arabes. Les Môns pratiquaient le bouddhisme Theravada. Les royaumes étaient prospères grâce au commerce. Le royaume de Thaton est considéré comme l'origine du mythe du royaume légendaire de Suvarnabhumi (ou Terre d'Or), évoqué par les commerçants de l'océan Indien.

### Peuplement birman
Les Birmans sont un peuple originaire du Yunnan qui ont migrés vers la haute-Birmanie lors de raids du royaume de Nanzhao au IXe siècle (les migrations birmanes peuvent cependant avoir débuté dès le VIIe siècle). La région d'origine des Birmans avant le Yunnan pourrait être les provinces chinoises actuelles du Qinghai et du Gansu,. Après que les raids aient considérablement affaibli les cités-États Pyu, un grand nombre de guerriers birmans et leurs familles s'y sont installés entre les années 830 et 840 au confluent des rivières Irrawaddy et Chindwin, peut-être pour aider le royaume de Nanzhao à pacifier la région.